# Adas och Gladas vinter
Adas och Gladas vinter (finska: Onnelin ja Annelin talvi) är en finsk barnfilm från 2015 om de två vännerna Ada och Glada. Filmen regisserades av Saara Cantell efter manus av Marjatta Kurenniemi. Filmen hade biopremiär i Finland 9 oktober 2015 och har också visats omklippt till en TV-serie på Yle och SVT.

## Handling
Ada (Aava Merikanto) och Glada (Lilja Lehto) på samma gård. En vinterkväll kommer den lilla familjen Tummetott, som blivit hemlös, till gården. De flyttar in i Adas och Gladas dockhus. De vuxna har dock andra planer för familjen.

## Rollista
| Aava Merikanto      | – Ada             |
| Lilja Lehto         | – Glada           |
| Anna-Leena Sipilä   | – Rouva Tummetott |
| Joonas Saartamo     | – Herra Tummetott |
| Leena Uotila        | – Mummo Tummetott |
| Aleksis Koistinen   | – Putti           |
| Lydia Ristisuo      | – Lilli           |
| Jaakko Saariluoma   | – Urho Ulpukka    |
| Johanna af Schultén | – fru Rosenknopp  |
| Eija Ahvo           | – Rouva Ruusupuu  |
| Elina Knihtilä      | – Tingelstina     |
| Kiti Kokkonen       | – Tangelstina     |
| Samuli Vauramo      | – Arska           |
| Inka Kallén         | – Adele           |
| Tobias Zilliacus    | – Outolan johtaja |
| Irina Pulkka        | – Adas mamma      |
| Meri Nenonen        | – Gladas mamma    |

## Produktion
Filmen spelades in i Lovisa och Helsingfors vintern 2015. Filmens signaturmelodi är en version av Pave Maijanens låt "Pidä huolta", framförd av Diandra.
Filmen hade en budget på 1 900 000 euro, varav 800 000 var stöd från Finska filmstiftelsen.

## Mottagande
Efter premiärhelgen hade filmen förhandsvisats och lockade totalt 45 000 tittare. Under sin andra vecka var filmen den mest sedda i Finland och översteg 100 000 tittare. Totalt lockade filmen över 200 000 tittare i Finland.

## Utmärkelser och nomineringar
- 2016 – Childrens’ Film Festival Seattle i kategorin bästa barnfilm för barn över 5 år.[21]